# .ct
.ct és un domini de primer nivell territorial suggerit per a Catalunya. Campanya pel domini .ct és una forma col·loquial de definir la Campanya per a la creació d'un estàndard territorial ISO 3166-1 alpha 2 ct per a Catalunya.
Els dominis territorials, ccTLD, són exclusivament de dues lletres, com els veïns .fr, .it, .uk, .es o .ad d'Andorra i .gi de Gibraltar. Prenent això com a exemple, les combinacions possibles amb les lletres del mot "Catalunya" serien, doncs: ca, ct, cl, cu, cn, cy. Com es pot comprovar a ISO 3166-1, tots els abreujaments excepte ct estan ocupats (deixant de banda que cn i cy possiblement no serien correctes en català en tractar-se la 'ny' d'una única consonant).
Pel que fa a l'abreujament .cat de 3 lletres cal fer diversos matisos:
1. L'objectiu de la campanya era la normalització internacional del nom del país, i no només la creació d'un TLD.
2. En cas d'assolir l'ISO 3166, quedaven registrats els dos abreujaments, ct i cat (són dues llistes diferents dins del mateix estàndard: ISO 3166-2 i ISO 3166-3).
3. L'any 1996 era inimaginable pensar en registrar cap domini diferent respecte dels genèrics: .com, .net, .org, .edu i .mil.

Només es registren dominis territorials ccTLD si existeix el corresponent codi ISO 3166, i només es registren codis ISO 3166 si es compleixen aquests requisits:
1. Que el territori que es vol registrar estigui físicament separat del territori al qual està inscrit, és a dir, que sigui una illa, un territori d'ultramar o simplement una regió aïllada.
2. Que la sol·licitud provingui del govern d'un estat, del Ministeri d'Indústria, concretament, ja que ISO és un organisme de creació d'estàndards bàsicament de caràcter industrial.

Un cop es va veure que la primera condició no s'acomplia, aviat van adonar-se que l'objectiu de la campanya només podia consistir en aconseguir que el ministre d'Indústria espanyol formulés la sol·licitud formal del registre d'abreujaments per a les diferents comunitats autònomes espanyoles. Va ser durant el mandat ministerial de José Montilla quan es van veure més possibilitats d'aconseguir-ho, els altres ministres no van donar cap mena de resposta a les demandes dels partits catalans i del Parlament de Catalunya.
El 21 de desembre de 1999 es tanca la campanya amb 7.600 signatures. Tot seguit es farà un repàs al llarg dels anys destacant els fets més importants:
- 3 de desembre de 2001: Artur Mas, Conseller en Cap, respon a una pregunta de Francesc Ferrer (ERC): "El Govern segueix tenint el màxim interès en què es reconegui a nivell internacional l'abreujament de Catalunya. No obstant, les normes que regeixen la llista ISO 3166 no fan viable, ara com ara, que s'aconsegueixi tal reconeixement." (Núm. d'expedient 314-08367/06). A partir d'aquest punt, no consten més preguntes o proposicions al Parlament sobre aquest tema. El Govern considera que "acompleix la resolució 192/V del Parlament de Catalunya".
- 19 de febrer de 2003: es registra l'ADD.CT, "Associació per a l'homologació ISO 3166 dels abreujaments CT i CAT"
- 2004: es crea l'associació puntCAT per aconseguir un domini genèric de tres lletres (gTLD) .CAT ampliat a la comunitat lingüística i cultural catalana. Tot i que l'objectiu s'escapa de la fita inicial (l'ISO 3166 afecta molts més àmbits), l'ADD.CT considera que CT i CAT es complementen i acorda integrar-s'hi com a membre cofundador.
- Octubre de 2004: el ministre d'indústria espanyol, José Montilla, anuncia un possible suport al domini .ct,[1] però al final se'n desdiu[2] adduint que Catalunya no era un estat (tot i que la norma ISO 3166-1 també s'aplica a territoris no estatals).
- Octubre i novembre de 2005: diversos ajuntaments s'adhereixen a la campanya i aproven mocions de suport (consta l'Ajuntament de Banyoles -9/11/95, núm. de sortida 10929- tot i que n'hi va haver d'altres).
- Desembre de 2007: en una votació confusa, amb els vots de CiU, el PNB, i el PP, el Senat espanyol es va aprovar que Catalunya tingués el domini territorial .ct,[4] però, pocs dies després, el Congrés dels Diputats d'Espanya ho va denegar.[5]